# Шмель моховой
Шмель мохово́й (лат. Bombus muscorum) — вид шмелей.

## Описание
Самки имеют длину 18—22 мм, рабочие — 10—15 мм и самцы — 12—15 мм. По окраске похож на шмеля Шренка, но спинка и тергиты брюшка в одноцветных рыжеватых или охристых волосках, без примеси чёрных.

## Распространение
Широко распространен в палеарктике, но во всех частях ареала встречается редко. Европа, Кавказ, Урал и Сибирь, кроме заполярных районов, Передняя Азия, Казахстан, Тянь-Шань, Монголия, север Китая, Приамурье, Приморский край.